# John Smith (homme politique ontarien)
Pour les articles homonymes, voir John Smith et Smith.
John Smith (18 février 1894-8 novembre 1977) est un homme politique canadien de l'Ontario. Il est député fédéral progressiste-conservateur de la circonscription ontarienne de Lincoln de 1957 à 1962.

## Biographie
Né en Écosse, Smith émigre dans la région de St. Catharines et travaille comme constructeur immobilier. Il sert durant la Première Guerre mondiale.
Smith sert dans le conseil municipal de St. Catharines et comme maire de 1954 à 1957.
Élu en 1957 et réélu en 1958, il est défait en 1962.
Smith était franc-maçon.